# Cyrano (Automobilhersteller)
Cyrano war ein französischer Hersteller von Automobilen.

## Unternehmensgeschichte
Richard Popp gründete 1899 das Unternehmen in Bergerac und begann mit der Produktion von Automobilen. Die Lizenz kam von Lacoste & Battmann. 1900 endete die Produktion.

## Fahrzeuge
Das Unternehmen stellte Kleinwagen her, die den Modellen von Popp ähnelten. Zunächst sorgte ein Einzylindermotor für den Antrieb. Ab 1900 war ein Zweizylindermotor erhältlich. Der Zweizylindermotor hatte 2827 cm³ mit 100 mm Bohrung und 180 mm Hub. Der Motor stammte von der Firma Klaus und leistete 5 PS bei 300/min. Das Getriebe hatte 4 Gänge und in den einzelnen Gängen wurden folgende Höchstgeschwindigkeiten erreicht. 1. Gang 8 km/h, 2. Gang 16 km/h, 3. Gang 24 km/h und 4. Gang 32 km/h. Das Leergewicht lag bei 380 kg. Es gab die Karosserieformen Phaeton für zwei Personen und Vis-à-vis für vier Personen.